# Dudu Aouate
David "Dudu" Aouate - em hebraico, דוד "דודו" אוואט (Nazaré Illit, 17 de outubro de 1977) é um ex-futebolista israelense que atuava como goleiro.

## Carreira
Aouate iniciou a carreira em Israel, mais precisamente no Hapoel Nazareth Illit, clube de sua cidade natal. Passou também por Maccabi Haifa, Maccabi Tel-Aviv e Hapoel Haifa até 2003, quando deixou a Terra Santa para jogar na Espanha.

## Carreira na Espanha
Desde 2003, Aouate joga no Campeonato Espanhol. Seu primeiro clube em terras hispânicas foi o Racing Santander, que defendeu até 2006. Foi para a Galiza defender a baliza do Deportivo La Coruña, ficando por lá até 2008, quando foi defender o Mallorca, onde atuou até o final de 2014.

## Seleção Israelense
Aouate defendeu a Seleção Israelense de Futebol de 1999 a 2014. Antes, tinha defendido a Seleção Sub-21 do Estado Judeu.
Durante esse período de tempo, foi um dos principais nomes da seleção.